# 辉发城水库
辉发城水库是中国吉林省通化市辉南县境内的一座水库，位于辉发河支流黄泥河上，建于1957年。水库正常库容为430万立方米，集雨面积为72平方千米，海拔为301米。